# Mariene provincie Tristan Gough
De Mariene provincie Tristan Gough (49) (Engels: Tristan Gough marine province) is een biogeografische provincie en ligt in het zuidelijke deel van de Atlantische Oceaan in het Marien rijk Gematigd Zuid-Amerika. De mariene provincie is vastgesteld door het World Wide Fund for Nature en The Nature Conservancy en is vernoemd naar het eiland Gough in Tristan da Cunha.
Het gebied grenst niet aan andere mariene provincies.

## Geografie
De mariene provincie ligt rond de eilandengroep Tristan da Cunha in het Brits eilandterritorium Sint-Helena, Ascension en Tristan da Cunha.

## Biogeografie
Het gebied kent zeeleven dat houdt van gematigde temperaturen.

## Mariene ecoregio's
De mariene provincie bestaat uit slechts één mariene ecoregio:
- Mariene ecoregio Tristan Gough (189)